# جان بيترز (سياسي)
جان بيترز هو سياسي بلجيكي، ولد في 12 يناير 1963 في بلجيكا. حزبياً، نشط في Vooruit (political party) ‏. وقد انتخب عضو مجلس النواب من بلجيكا.